# Heart Ache
Heart Ache es el título del primer EP de la banda de post-metal y shoegazing Jesu; integrado aquel entonces por Justin Broadrick. Fue liberado el 30 de agosto de 2004 por el sello discográfico Dry Run Recordings. En enero de 2008 fue re-liberado bajo el sello discográfico Avalanche Recordings con un total de 1.500 copias en formato vinilo.

## Lista de canciones
1. «Heart Ache» – 19:42
2. «Ruined» – 20:13

## Créditos
- Voz: Justin Broadrick.
- Guitarra: Justin Broadrick.
- Bajo: Justin Broadrick.